# General (Indiaas dagblad)
General is een Malayalam-dagblad, dat gedrukt en uitgegeven wordt in Thrissur in de Indiase deelstaat Kerala. Het werd opgericht in 1976, het eerste nummer kwam uit op 21 mei dat jaar. Het is een broadsheet en verschijnt in een oplage van 125.000 exemplaren. De politieke kleur is neo-liberaal en pro-Congrespartij. De uitgever is Johny Chandy, de editor-in-chief is K.D. Joseph (2013).